# Монтепульчано
Монтепульча́но (итал. Montepulciano) — итальянский город на самом юге Тосканы, в провинции Сиена. Расположен на возвышенности (605 м) в 13 км к востоку от Пьенцы и в 70 км к юго-востоку от Сиены. Известен маньеристскими палаццо и вином высшей категории качества.
Население составляет 13 984 человек (31-12-2017), плотность населения составляет 84,58 чел./км². Занимает площадь 165,33 км². Почтовый индекс — 53045, 53040. Телефонный код — 0578. 
Покровителем коммуны почитается Иоанн Креститель, празднование 29 августа.

## Экономика
Город испокон веков специализируется на пищевой промышленности. Здесь производят превосходные спагетти и сыр. Однако всемирной славой Монтепульчано обязано своему «благородному вину». По замечанию П. П. Муратова, «вино это обладает стойкостью, способностью быть выдержанным, приближающей его к винам Франции». Всего в 25 км к западу расположен конкурирующий винодельческий центр — Монтальчино.

## Историческая справка
Легенда приписывает основание города Порсенне. Название происходит от латинского выражения «гора Публициана». Политическую жизнь средневекового города определяло традиционное противоборство нескольких патрицианских семейств, из числа которых наиболее известны Полициано.
С XII века жители Монтепульчано вели изнурительную борьбу с завоевательными устремлениями Сиенской республики; это толкнуло их в конце XIV века на союз с Флоренцией. В 1511 году по указанию флорентийских Медичи архитектор Сангалло окружил город крепкими стенами.
После подчинения Флоренцией сиенцев (1559) растаяло значение Монтепульчано как противовеса могуществу Сиены на юге Италии. Город надолго стал резиденцией состоятельных тосканских нобилей.
В кинофильме «Сумерки. Сага. Новолуние» (2009) Монтепульчано предстал в виде «замка Вольтури». Также Монтепульчано показан в финале фильме «Рай», снятого Томом Тыквером.

## Достопримечательности
К эпохе чинквеченто относится возведение знаменитых монтепульчанских палаццо, таких, как трёхоконный палаццо Таруджи. Дворец Синьории — выстроенная по проекту Микелоццо копия флорентийского палаццо Веккьо. Однако подлинная гордость горожан — церковь Мадонна ди Сан-Бьяджо, названная П. П. Муратовым «одной из чистейших гармоний» Высокого Возрождения. Этот эталон ренессансной архитектуры (1518-45) спроектировал старший из Сангалло.

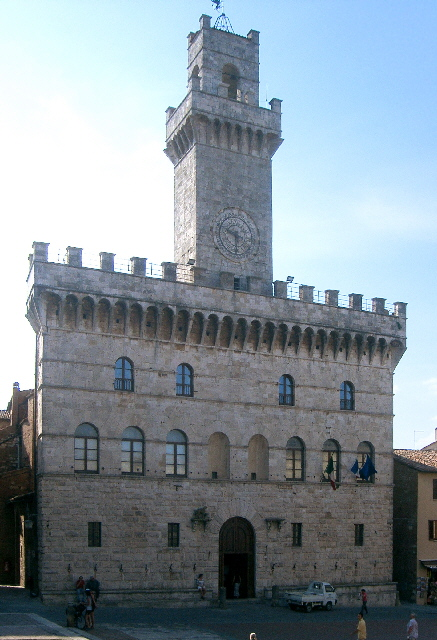
Ратуша
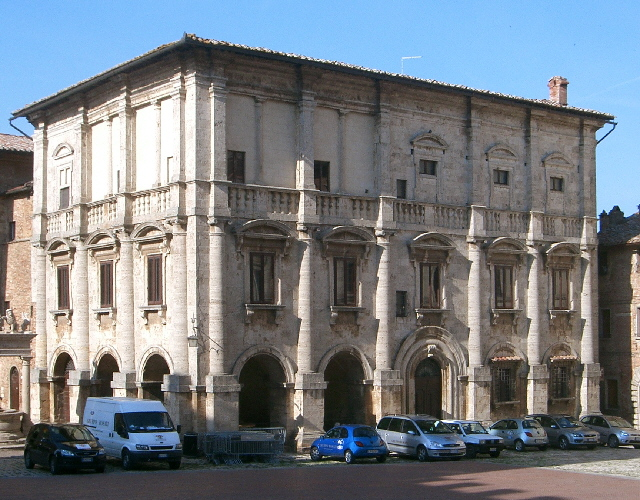
Палаццо Таруджи
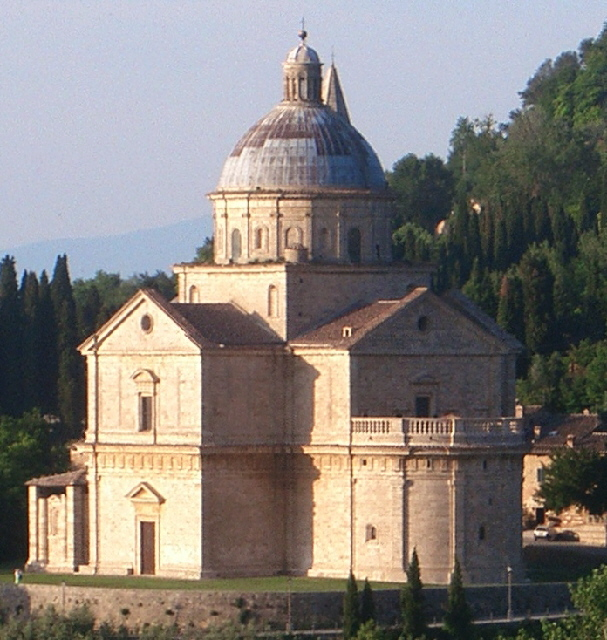
Мадонна ди Сан-Бьяджо

## Демография
Динамика населения:

## Примечание
1. ↑  Statistiche demografiche ISTAT. demo.istat.it. Дата обращения: 30 ноября 2019. Архивировано 16 июля 2018 года.